# Hoffmannia peckii
Hoffmannia peckii är en måreväxtart som beskrevs av Karl Moritz Schumann. Hoffmannia peckii ingår i släktet Hoffmannia och familjen måreväxter. Inga underarter finns listade i Catalogue of Life.